# Transportes da Bahia

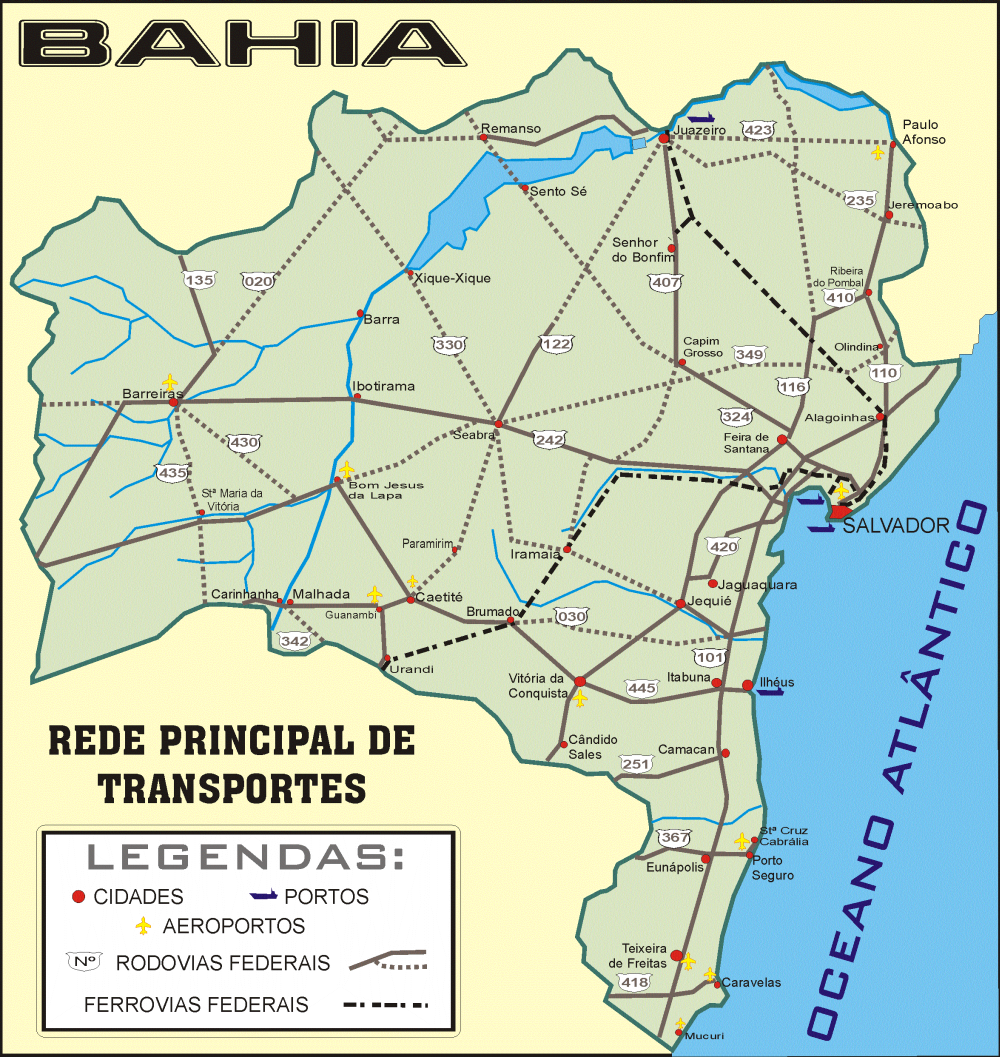
Rede de transportes da Bahia

Assim como ocorre no Brasil, os transportes da Bahia estão concentrados basicamente nos meios rodoviários. Entretanto, há outras vias e infraestruturas para outras formas de locomoção e acesso aos diversos pontos do estado.

## Transporte rodoviário
| Propriedade | Pavimentadas | Sem pavimentação | Total  |
| ----------- | ------------ | ---------------- | ------ |
| Federais    | 4 237        | 966              | 5 203  |
| Estaduais   | 13 503       | 6 497            | 20 000 |
| Total       | 17 740       | 7 463            | 25 203 |

Tendo Feira de Santana como eixo polarizador, o sistema rodoviário tem como vias principais a BR-242, que liga Salvador ao oeste baiano e à capital federal; a BR-101 de sentido norte-sul com traçado paralelo ao litoral; a BR-116 que liga a área metropolitana ao sudoeste. Outras rodovias estaduais e federais atendem ao tráfego de longa distância ou atendem as sedes dos municípios fazendo parte dum sistema combinado que se complementam a exemplo da BR-110, BR-415, BR-407, BA-099 e BA-001. Essa caracterização mostra a formação de corredores rodoviários baseados em rodovias federais, as quais são alimentadas pelas estaduais, que convergem para o eixo Salvador-Feira de Santana, o que significa pouca integração entre as regiões fora do eixo, logo, dificuldades para o comércio interno baiano. Além disso, transporte rodoviário baiano é reflexo do nacional, que também é predominante sobre os demais e aos quais são fracamente integrados. Em números do Departamento de Infraestrutura de Transportes da Bahia (DERBA), em 2002, são um pouco mais de 25,2 mil quilômetros de rodovias no estado, em sua grande maioria pavimentadas e estaduais.

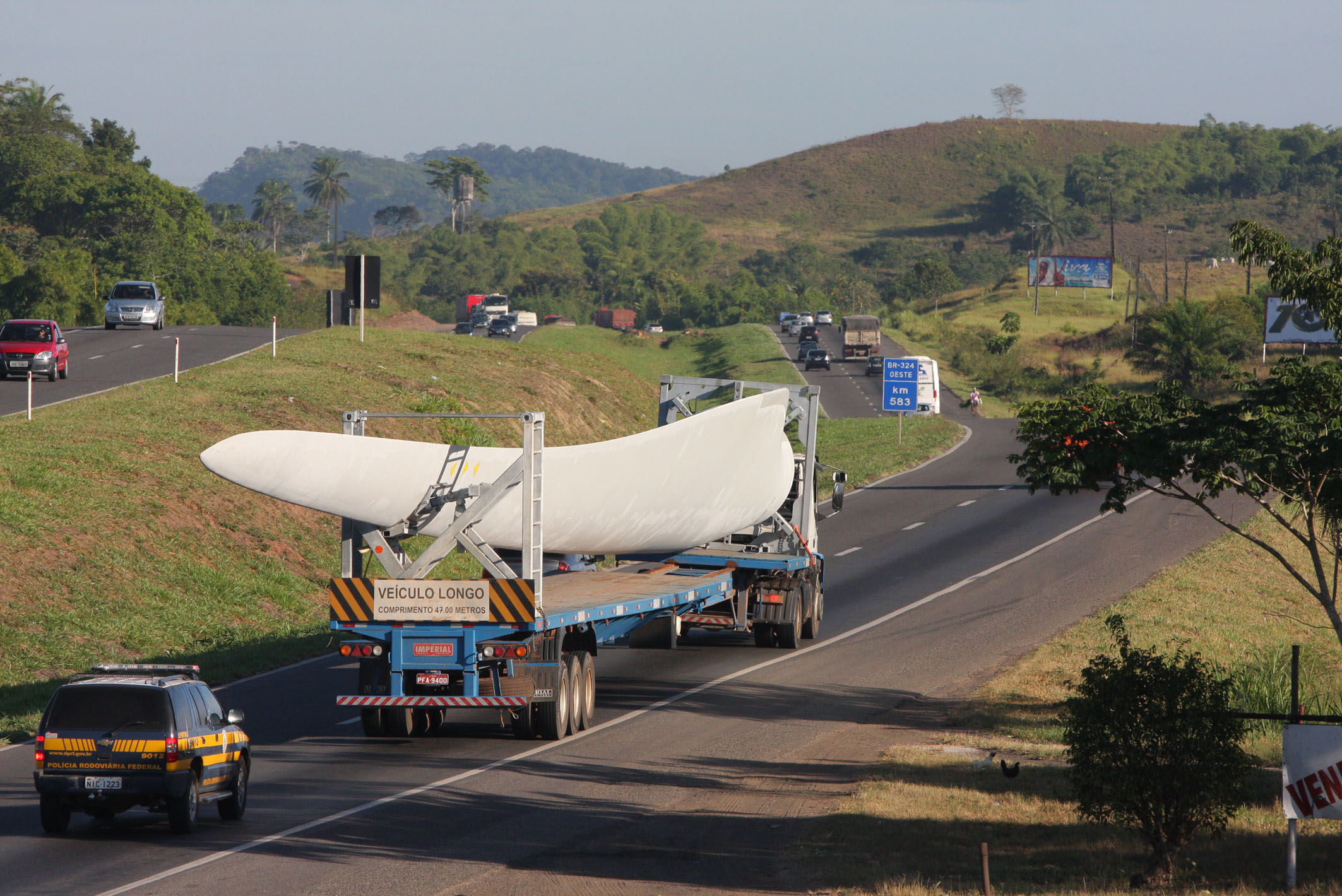
BR-324, a principal ligação entre Feira e Salvador.

Atualmente figuram três concessões governamentais de sistemas rodoviários à iniciativa privada. A mais antiga, é o Sistema Estrada do Coco / Linha Verde de 217 quilômetros, o que inclui os dois trechos da BA-099 (Estrada do Coco e Linha Verde), e algumas vias de acesso ao litoral. Está sob a administração da Concessionária Litoral Norte (CLN) por 35 anos a partir de desde 21 de fevereiro de 2000. Em 17 de agosto de 2010, a Concessionária Bahia Norte (consórcio formado entre a Invepar e a Odebrecht (atual Novonor)) assumiu o Sistema BA 093 por um prazo de 25 anos. São 125 quilômetros de rodovias da Região Metropolitana de Salvador: BA-093, BA-524 (Canal de Tráfego), BA-512, BA-521, BA-535 (Via Parafuso), BA-526 (CIA-Aeroporto). Por fim, a Via Bahia detém a concessão rodoviária por 25 anos de 680 quilômetros que envolvem parte da BR-116 e da BR-324.

## Transporte aeroviário

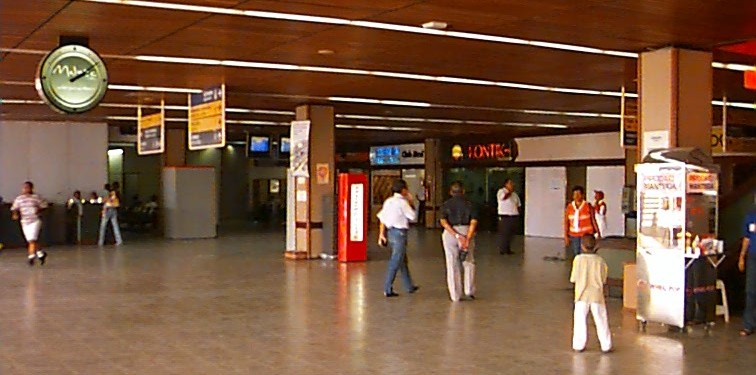
Interior do Aeroporto Internacional de Salvador.

A Bahia conta com vários aeroportos e aeródromos, sendo o Internacional Dois de Julho, também conhecido como Internacional de Salvador Deputado Luís Eduardo Magalhães, o sexto aeroporto mais movimentado do Brasil e o primeiro do nordeste, respondendo por mais de 30% do movimento de passageiros desta região do país. No interior, há outros principais, localizados nas principais cidades do interior baiano, são eles: o Aeroporto de Barreiras, em Barreiras; Aeroporto João Durval Carneiro, em Feira de Santana; Aeroporto Jorge Amado, em Ilhéus; Aeroporto Horácio de Mattos, em Lençóis; Aeroporto de Paulo Afonso, em Paulo Afonso; Aeroporto de Porto Seguro, em Porto Seguro; Aeroporto Glauber Rocha, em Vitória da Conquista; Aeroporto de Valença, em Valença; e Aeroporto de Caravelas, em Caravelas.

## Transporte aquaviário

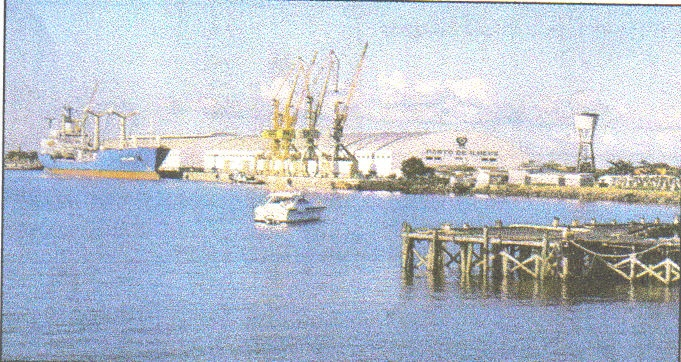
O Porto de Ilhéus, na ponta do Malhado, em Ilhéus.

Os transportes aquáticos na Bahia é formado por portos, terminais hidroviários, hidrovia e eclusas. O número de portos marítimos é três: Porto de Salvador (em Salvador), Porto de Aratu (em Candeias) e Porto de Ilhéus (em Ilhéus). Eles são administrados pela União através da Companhia das Docas do Estado da Bahia (CODEBA) desde 1977. O de Ilhéus foi inaugurado em 1971 como o primeiro porto latino-americano em mar aberto devido para a exportação de cacau, mas a crise na lavoura cacaueira fez o porto assumir funções variadas. O de Aratu foi construído pelo governo estadual para escoamento da produção industrial da Região Metropolitana de Salvador (Polo Industrial de Camaçari e Centro Industrial de Aratu), correspondendo a granéis sólidos, líquidos e gasosos. O de Salvador surgiu junto à fundação da cidade e transporta carga geral, especializado nos contêineres.

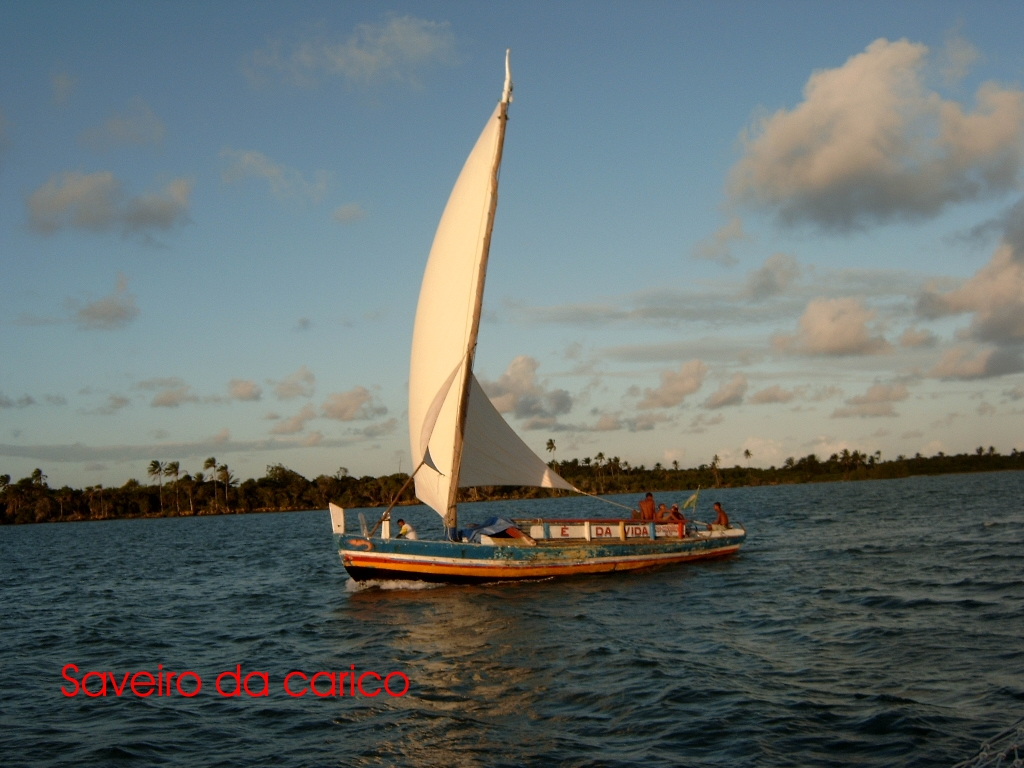
No passado, o saveiro foi importante meio de transporte na baía de Todos-os-Santos.

Recentemente tem-se procurado encarar a infraestrutura marítima portuária conjuntamente. Assim, em estratégia integrada, está configurado o Complexo Portuário da Baía de Todos os Santos envolvendo os dois portos públicos, os terminais privados e os pequenos portos do Recôncavo baiano. Em adição, há a proposta de integração entre os portos ilheenses, o Porto do Malhado e o Porto Sul, conformando o Complexo Portuário da Costa do Cacau. Da mesma forma, a necessidade pelo transporte multimodal provocou os projetos de interligação desses complexos à ferrovias, como a EF-334 e a
No transporte fluvial, é relevante o sistema em torno da Hidrovia do São Francisco, importante ligação entre o Nordeste geoeconômico e o Centro-Sul. Essa funciona sobre a bacia do rio São Francisco (incluindo esse rio, o Rio Grande, o Rio Preto e o Rio Corrente), com auxílio da eclusa de Sobradinho. Ao longo do curso, estão os terminais fluviais de Juazeiro (em Juazeiro), de Ibotirama (em Ibotirama), de Xique-Xique (em Xique-Xique) e de Barra (em Barra). Aquele primeiro é administrado pela Companhia de Navegação do São Francisco (FRANAVE) e, ao lado do de Ibotirama, tem como cargas características o granel sólido agrícola, bem como potencial para movimentação de carga geral.
O transporte marítimo de passageiros também existe e estão em funcionamento os trechos de travessia entre os terminais de Plataforma e Ribeira (regulado pela Prefeitura) e entre São Tomé de Paripe e Itamoabo, na Ilha de Maré (bairro insular soteropolitano) como parte do projeto maior da Via Náutica de Salvador, para além das linhas intermunicipais travessia Salvador-Mar Grande e Travessia Marítima Salvador/Itaparica (TMSI).

### Sistema Hidroviário Intermunicipal
O Sistema de Transporte Hidroviário Intermunicipal de Passageiros e Veículos da Baía de Todos-os-Santos (SHI) é composto pelas seguintes linhas aquaviárias:
| Linha | Linha                                       | Terminais                                  | Terminais                                              | Operadores                                                | REF           |
| ----- | ------------------------------------------- | ------------------------------------------ | ------------------------------------------------------ | --------------------------------------------------------- | ------------- |
| 1001  | Salvador – Vera Cruz                        | Terminal Turístico Náutico da Bahia (TTNB) | Terminal Hidroviário de Vera Cruz                      | Vera Cruz Transp e Serviços Marítimos LTDA                | [ 20 ]        |
| 1002  | Salvador – Vera Cruz                        | Terminal Turístico Náutico da Bahia (TTNB) | Terminal Hidroviário de Vera Cruz                      | CL Empreendimentos LTDA                                   | [ 21 ]        |
| 1004  | Salvador – Madre de Deus                    | Terminal Turístico Náutico da Bahia (TTNB) | Terminal Turístico Náutico de Madre de Deus (TTNMD)    | Transtop Locação de Veículos e Máquinas LTDA              | [ 22 ]        |
| 1005  | Salvador – Itaparica – Salinas da Margarida | Terminal Turístico Náutico da Bahia (TTNB) | Marina de Itaparica (extensão: Salinas da Margarida)   | Transtop Locação de Veículos e Máquinas LTDA              | [ 22 ] [ 23 ] |
| 1010  | Salvador – Morro de São Paulo               | Terminal Turístico Náutico da Bahia (TTNB) | Terminal Hidroviário de Morro de São Paulo             | Francisco das Chagas Jacinto ME                           | [ 24 ] [ 25 ] |
| 1011  | Salvador – Morro de São Paulo               | Terminal Turístico Náutico da Bahia (TTNB) | Terminal Hidroviário de Morro de São Paulo             | Biônica Transporte e Turismo Marítimo Regional LTDA       | [ 25 ] [ 26 ] |
| 1013  | Salvador – Morro de São Paulo               | Terminal Turístico Náutico da Bahia (TTNB) | Terminal Hidroviário de Morro de São Paulo             | Pousada Farol do Morro LTDA                               | [ 25 ] [ 27 ] |
|       | TTNB – Ponta de Nossa Senhora               | Terminal Turístico Náutico da Bahia (TTNB) | Terminal Hidroviário de Ponta de Nossa Senhora (THPNS) |                                                           | [ 28 ]        |
|       | Salvador – Itaparica                        | Terminal Hidroviário de São Joaquim        | Terminal Hidroviário de Bom Despacho                   | Internacional Marítima LTDA                               | [ 28 ]        |
|       | Madre de Deus – Bom Jesus do Passos         | Terminal Turístico Náutico da Bahia (TTNB) | Terminal Hidroviário de Bom Jesus dos Passos           | Associação dos Barqueiros da Ilha de Bom Jesus dos Passos | [ 28 ]        |
|       | Madre de Deus – Paramana                    | Terminal Turístico Náutico da Bahia (TTNB) | Terminal de Paramana                                   | Associação dos Barqueiros de Paramana                     | [ 28 ]        |
|       | Madre de Deus – Maria Guarda                | Terminal Turístico Náutico da Bahia (TTNB) |                                                        |                                                           | [ 28 ]        |
|       | São Tomé de Paripe – Botelho – Gamboa       | Terminal Marítimo de São Tomé de Paripe    | Terminal de Botelho                                    |                                                           | [ 28 ]        |
|       | São Tomé de Paripe – Santana – Praia Grande | Terminal Marítimo de São Tomé de Paripe    |                                                        |                                                           | [ 28 ]        |
|       | Ribeira – Plataforma                        | Terminal Marítimo da Ribeira               | Terminal Marítimo de Plataforma                        |                                                           | [ 28 ]        |

## Transporte ferroviário

Mapa do traçado das ferrovias que atualmente cortam o território baiano, a Ferrovia Centro-Atlântica (azul) e Ferrovia Oeste-Leste (verde).

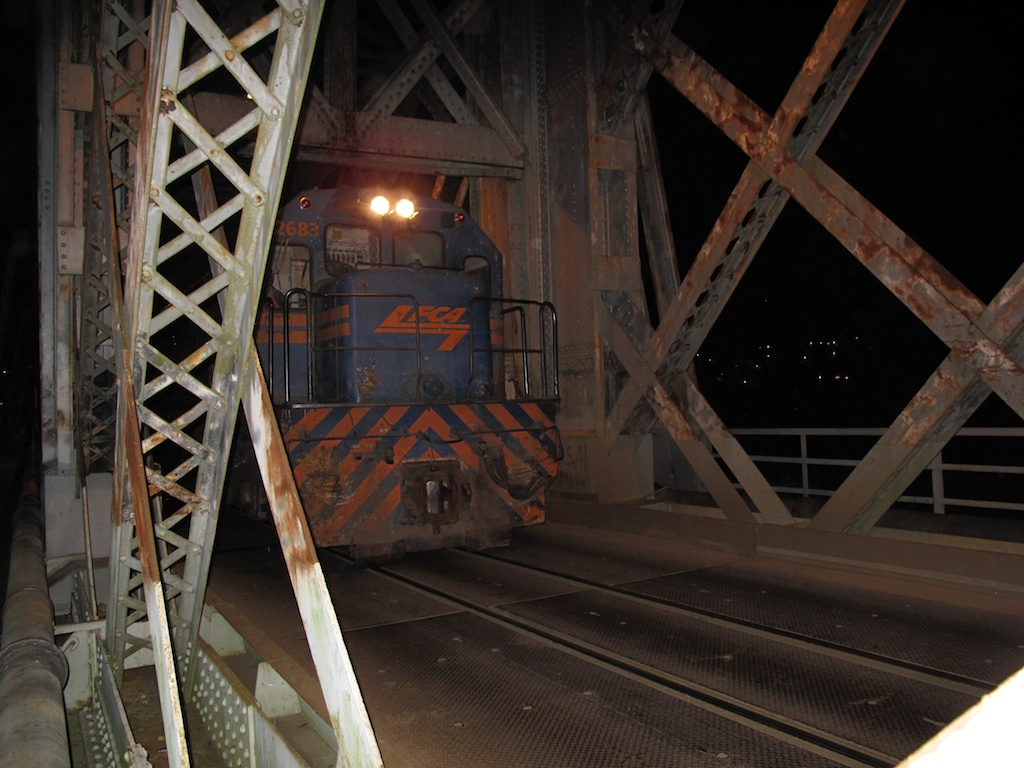
Trem passando pela Ponte Dom Pedro II, entre Cachoeira e São Félix.

O transporte ferroviário baiano está renascendo, assim como tem acontecido com o brasileiro em geral. A rede ferroviária baiana já foi constituída pela Estrada de Ferro da Bahia ao São Francisco, Estrada de Ferro Centro-Oeste da Bahia, Estrada de Ferro Central da Bahia (EFCBH) e Estrada de Ferro Santo Amaro, que posteriormente foram incorporadas à Viação Férrea Federal Leste Brasileiro (VFFLB). Mais tarde, as ferrovias brasileiras foram reunidas sob o controle da Rede Ferroviária Federal (RFFSA), que absorveu a VFFLB e outras três ferrovias baianas: Estrada de Ferro de Ilhéus, Estrada de Ferro Bahia e Minas (EFBM) e Estrada de Ferro de Nazaré (TRN), sendo que as duas últimas foram erradicadas e a EFBM foi incluída antes na Viação Férrea Centro-Oeste (VFCO). A Malha Centro-Leste da RFFSA, o que correspondia, entre outras, à rede da VFFLB e da VFCO, foi leiloada em 1996, então adquirida pela Ferrovia Centro-Atlântica, atualmente controlada pela Vale.
O renascimento ocorre, dentro do planejamento nacional, iconizado na construção da Ferrovia Leste-Oeste (FIOL, EF-334), que escoará a produção do Oeste baiano pelo Porto de Ilhéus e também chegará ao Tocantins se conectando à Ferrovia Norte-Sul, em adição às ferrovias EF-101 (trecho Camaçari–Cabo), EF-116 (trechos Belo Horizonte–Iaçu e Campo Formoso–Parnamirim), EF-025 (trechos Iaçu–Salvador e Feira de Santana–Engenheiro Araújo Lima), EF-430 (trecho Alagoinhas–Campo Formoso), EF-431 (trecho Engenheiro Araújo Lima–Camaçari), EF-445.
A parte urbana da VFFLB localizada em Salvador, trecho entre a Calçada e Paripe, foi transformada em linha de trens urbanos e foi operada pela Companhia Brasileira de Trens Urbanos (CBTU) até ser passada à administração municipal da Companhia de Transportes de Salvador (CTS), a qual seria responsável também pelo sistema metroviário da Região Metropolitana de Salvador (SMSL). Contudo o funcionamento do seu trecho já construído e a construção dos outros projetados se arrastaram por mais de uma década sem funcionar. Soma-se a isso a dificuldade de conectar o Trem do Subúrbio de Salvador ao metrô. Em 2013 a CTS, que inclui o transporte em trilhos na cidade, foi transferida ao governo estadual e renomeada para Companhia de Transportes do Estado da Bahia (CTB). Finalmente, o SMSL foi licitado novamente e entrou em operação em 2014. Já a linha suburbana será transformada em veículo leve sobre trilhos (VTL) e prolongada com recursos do Programa de Aceleração do Crescimento (PAC), resultando no VLT Metropolitano Comércio-Calçada-Paripe-São Luís.
Ainda no transporte ferroviário de passageiros, o metrô e o trem são somados ao Transbaião, de caráter turístico-cultural; aos projetos de estiramento do Trem do Subúrbio e sua integração com o metrô; e ao estudo de um trem regional de passageiros sobre o percurso Alagoinhas-Salvador-Conceição da Feira ou apenas Salvador-Feira de Santana. O Transbaião foi um serviço turístico cultural-histórico para percorrer treze municípios baianos, incluindo Camaçari, Catu, Entre Rios e Alagoinhas.

## Transporte urbano

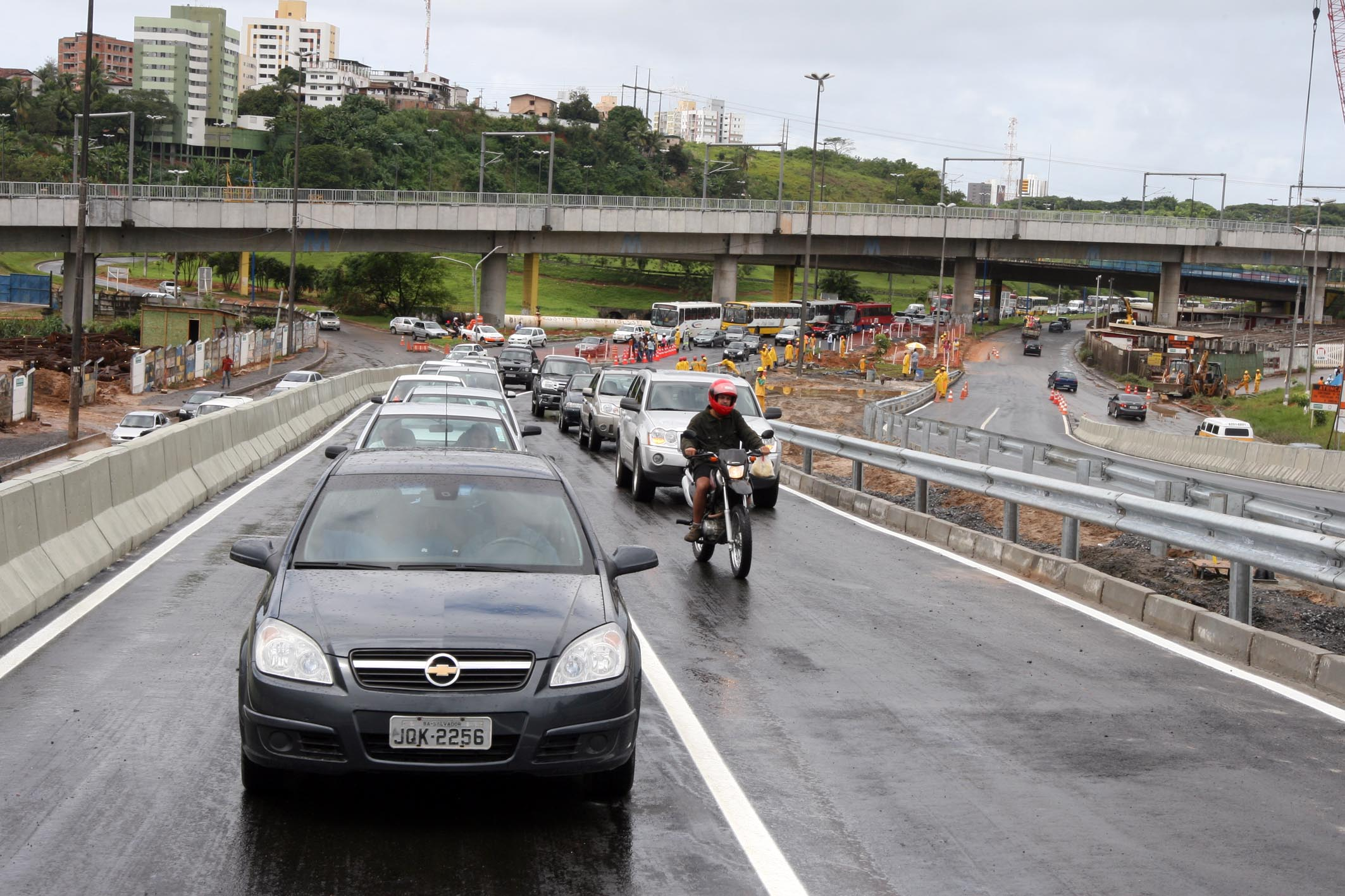
Viadutos da Rótula do Abacaxi, por onde passa a linha 1 do Metrô de Salvador, próximo à estação Acesso Norte. Na parte superior da imagem está o trilho elevado do metrô.

Esquema do transporte ferroviário urbano da Grande Salvador (existente, em construção e projetado).

Quanto ao transporte urbano, o governo estadual da Bahia executa o Programa Mobilidade Salvador (por poucas vezes referido como Programa Mobilidade Bahia). Trata-se de um conjunto de obras estruturantes (transporte de massa) para a mobilidade urbana de Salvador e o resto da região metropolitana. Em 2014, estava orçado em 8,5 bilhões de reais. Integram o conjunto de obras o Complexo Viário Dois de Julho, a Via Expressa Baía de Todos os Santos, o metrô, os corredores transversais Linha Azul e Linha Vermelha, a Via Barradão, dentre outras.
O metrô de Salvador possui quase duas dezenas de estações, distribuídas em duas linhas (Linha 1 e Linha 2), passando pelas quatro estações de transbordo de ônibus (Lapa, Pirajá, Mussurunga e Iguatemi), pelo centro financeiro soteropolitano Camaragibe (Iguatemi-Tancredo Neves), pela Estação Rodoviária de Salvador, pela Arena Fonte Nova, pelo Centro Administrativo da Bahia, pelo Aeroporto Internacional de Salvador, rumo ao Litoral Norte, à Estrada do Coco.
O metrô será integrado ao Trem do Subúrbio, que opera na região voltada para a Baía de Todos-os-Santos. Degredado, velho e pichado, o sistema funciona em horário reduzido, com dois trens, em défice e o tempo do trajeto completo foi mais que triplicado devido à Ponte de São João que quebrou. Para os trens do Subúrbio Ferroviário, foi projetado transformá-lo em "metrô de superfície" e também estendê-lo até o bairro do Comércio e até a Ilha de São João, em Simões Filho, e também para o Polo Industrial de Camaçari. Posteriormente, também é estudada uma prorrogação da linha até o município de Conceição da Feira, dentro da Região Metropolitana de Feira de Santana, para meados da década de 2020.
Para a Copa do Mundo FIFA de 2014, o transporte de massa a ser implantado foi anunciado no dia 21 de junho de 2011. Será um sobre trilhos (metrô de superfície ou monotrilho) de 22 quilômetros da Rótula do Abacaxi à Portão, em Lauro de Freitas, com o sistema BRT complementando-o nas avenidas Orlando Gomes, 29 de Março, Pinto de Aguiar e Gal Costa, chamadas de "vias alimentadoras" (Corredor Transversal Alimentador I e Corredor Transversal Alimentador II). As obras, cujo valor máximo é três bilhões de reais, deverão começar junto com o ano de 2012 e terminar junto com o ano de 2013.
O sistema cicloviário também receberá investimentos. Com quarenta milhões de reais, serão instalados 188 quilômetros nas orlas de Salvador e Lauro de Freitas, no Centro Histórico Soteropolitano, e na Avenida Paralela seguindo o metrô e as estações de transbordo. A finalização das obras são esperadas em dois anos, se iniciadas no início de 2012, antes da Copa do Mundo FIFA de 2014.
As linhas marítimas Salvador-Ilha de Itaparica e Salvador-Ilha de Tinharé interligam a capital baiana às principais ilhas baianas. Esse sistema de balsas (ferry boat) apresenta problemas, atrapalhando a circulação de pessoas e veículos pela Baía de Todos-os-Santos.